# Rabeska utredningen
Den Rabeska utredningen (även omtalat som det Rabeska förslaget, det Rabeska betänkandet eller Utredningen av Stockholms stads kommunala förvaltningsorganisation) var en utredning 1912–1914 som lade grunden till Stockholms författningsreform 1920, utförd av tidigare stadsfullmäktige Pehr Rabe med filosofie licentiaten och sedermera borgarrådet Yngve Larsson som biträde.
Utredningen utfördes i De Femtio Äldstes rum i Börshuset på uppdrag av Beredningsutskottet, efter bifall från Stockholms stadsfullmäktige den 28 maj 1912. Utredningens betänkande överlämnades till utskottet den 26 mars 1914.

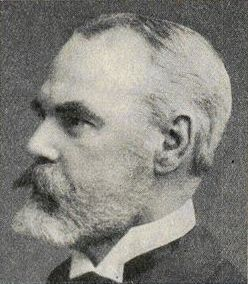
Pehr Rabe
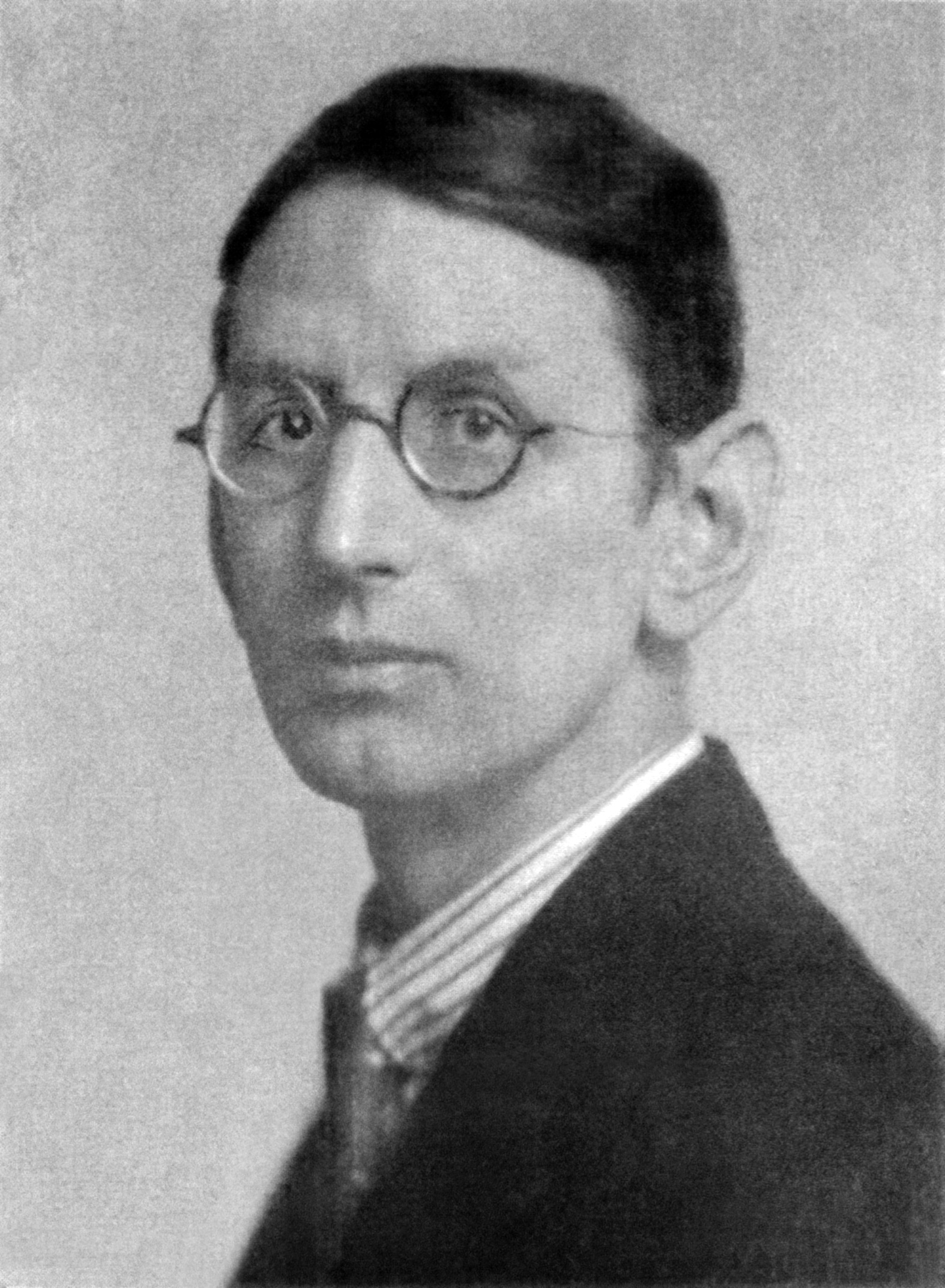
Yngve Larsson